# یوندو
یوندو (انگلیسی: Yondó) نام شهری در کشور کلمبیا است.